# Island Games 2017
Gli Island Games 2017 (noti anche come NatWest Island Games 2017) si sono svolti sull'isola di Gotland (Svezia) dal 24 al 30 giugno 2017.
I Giochi si erano già svolti sull'isola di Gotland nell'edizione del 1999.

## Isole partecipanti
23 isole membri dell'IIGA hanno partecipato a questi Giochi. Inizialmente anche Rodi avrebbe dovuto partecipare, ma si ritirò il 31 maggio 2017 a causa della situazione economica in Grecia.
- Isole Åland
- Alderney
- Bermuda
- Isole Cayman
- Isole Falkland
- Fær Øer
- Frøya
- Gibilterra
- Gotland (Ospitante)
- Groenlandia
- Guernsey
- Hitra
- Isola di Man
- Isola di Wight
- Jersey
- Minorca
- Isole Orcadi
- Saaremaa
- Sark
- Isole Shetland
- Sant'Elena, Ascensione e Tristan da Cunha
- Ebridi Esterne
- Anglesey

## Sport
Tra parentesi è indicato il numero di medaglie assegnato in ogni sport.
- Tiro con l'arco (14)
- Atletica leggera (41)
- Badminton (6)
- Pallacanestro (M - F)
- Ciclismo (20)
  -  Mountain biking (8)
  -  Ciclismo su strada (4)
  -  Prova a tempo (4)
  -  Town centre criterium (4)
- Calcio (2)
- Golf (4)
- Ginnastica (24)
- Windsurf (2)
- Vela (5)
- Tiro a segno (17)
- Nuoto (43)
- Tennis tavolo (6)
- Tennis (7)
- Triathlon (4)
- Pallavolo
  -  Beach volley (2)
  -  Pallavolo (2)

## Medagliere
| Posiz. | Nazione                                   | Oro | Argento | Bronzo | Totale |
| ------ | ----------------------------------------- | --- | ------- | ------ | ------ |
| 1      | Isola di Man                              | 39  | 36      | 26     | 101    |
| 2      | Fær Øer                                   | 30  | 27      | 30     | 87     |
| 3      | Jersey                                    | 29  | 21      | 35     | 85     |
| 4      | Guernsey                                  | 27  | 35      | 32     | 94     |
| 5      | Gotland                                   | 23  | 19      | 20     | 62     |
| 6      | Saaremaa                                  | 17  | 8       | 7      | 32     |
| 7      | Ebridi Esterne                            | 10  | 3       | 1      | 14     |
| 8      | Isole Åland                               | 9   | 4       | 14     | 27     |
| 9      | Isola di Wight                            | 7   | 12      | 7      | 26     |
| 10     | Isole Cayman                              | 7   | 10      | 8      | 25     |
| 11     | Gibilterra                                | 6   | 8       | 12     | 26     |
| 12     | Minorca                                   | 6   | 6       | 8      | 20     |
| 13     | Isole Shetland                            | 4   | 5       | 5      | 14     |
| 14     | Bermuda                                   | 2   | 13      | 7      | 22     |
| 15     | Sant'Elena, Ascensione e Tristan da Cunha | 2   | 1       | 2      | 5      |
| 16     | Isole Orcadi                              | 2   | 0       | 5      | 7      |
| 17     | Groenlandia                               | 1   | 5       | 0      | 6      |
| 18     | Anglesey                                  | 1   | 4       | 4      | 9      |
| 19     | Hitra                                     | 1   | 1       | 2      | 4      |
| 20     | Isole Falkland                            | 0   | 0       | 1      | 1      |
| 20     | Sark                                      | 0   | 0       | 1      | 1      |
| 22     | Alderney                                  | 0   | 0       | 0      | 0      |
| 22     | Frøya                                     | 0   | 0       | 0      | 0      |
| Total  | Total                                     | 223 | 218     | 227    | 668    |